# Ридзина

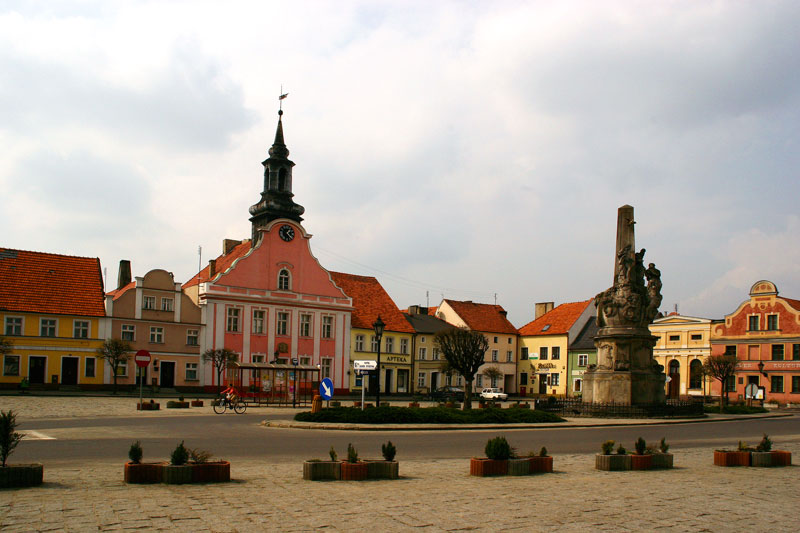
Ринок в Ридзині з ратушею

Ридзина (пол. Rydzyna, нім. Reisen) — місто в західній Польщі.

## Демографія
Демографічна структура станом на 31 березня 2011 року:
|          | Загалом | Допрацездатний вік | Працездатний вік | Постпрацездатний вік |
| -------- | ------- | ------------------ | ---------------- | -------------------- |
| Чоловіки | 1300    | 304                | 900              | 96                   |
| Жінки    | 1353    | 270                | 839              | 244                  |
| Разом    | 2653    | 574                | 1739             | 340                  |